# گونه‌های ترانسفورماتور
| circuit symbol | ترانسفورماتور دو سیم‌پیچ با هسته آهنی                                                       |
| circuit symbol | ترانسفورماتور سه سیم‌پیچ                                                                    |
| circuit symbol | Transformer with electrostatic screen preventing capacitive coupling between the windings. |

با وجود اینکه مدل‌های ترانسفورماتور الکتریکی (انگلیسی: Transformer types) بسیار گوناگون و برای هر منظوری گونه‌ای به خصوص طراحی شده‌است اما تمامی آن ترانسفورماتورها اساساً عملکرد مشابهی دارند که مایکل فارادی در سال ۱۸۳۱ کشف کرد.

## ترانسفورماتور قدرت

### ترانسفورماتور لایه‌ای
این نوع ترانسفورماتور رایج ترن مدل ترانس است و اغلب در شبکه انتقال برق به کار گرفته می‌شود و برق مورد نیاز دستگاه‌های الکتریکی را فراهم می‌سازد. این ترانس از میلی‌ولت تا مگاولت تولید برق می‌کند و لایه‌لایه بودن آن و عایق نازک میان لایه‌های آن باعث کاهش جریان گردابی می‌شود.

### اتوترانسفورماتور
دارای یک سیم‌پیچ است و علاوه بر اتصال سیمی از القای الکترومغناطیسی نیز ولتاژ را انتقال می‌دهد.